# Стрихар Сергій Петрович
Сергі́й Петро́вич Стрихар — майор Збройних сил України.

## Нагороди
За особисту мужність і героїзм, виявлені у захисті державного суверенітету та територіальної цілісності України, вірність військовій присязі під час російсько-української війни капітан Стрихар нагороджений
- орденом Богдана Хмельницького III ступеня (4.12.2014).